# Palaina dimorpha
Palaina dimorpha é uma espécie de molusco gastrópode pertencente à família Diplommatinidae. É uma espécie terrestre de caracol conhecida por sua distribuição restrita ao arquipélago de Palau, no Oceano Pacífico.

## Distribuição e habitat
A espécie é considerada endêmica de Palau, um pequeno país insular na Micronésia. Sua ocorrência está restrita a áreas florestais úmidas, onde habita solos cobertos por matéria orgânica e vegetação densa.

## Conservação
Palaina dimorpha é classificada como Deficiente em Dados (DD) na Lista Vermelha da IUCN devido à falta de informações sobre sua população, ameaças e ecologia. No entanto, a degradação do habitat causada pelo desmatamento e pela introdução de espécies exóticas pode representar um risco para sua sobrevivência.

## Características
Assim como outros gastrópodes terrestres da família Diplommatinidae, Palaina dimorpha possui uma concha de pequeno porte, com espiral bem definida e abertura arredondada. Sua morfologia detalhada, no entanto, ainda é pouco documentada na literatura científica.

## Taxonomia
A classificação exata de Palaina dimorpha dentro do gênero Palaina ainda carece de estudos aprofundados. Acredita-se que a espécie tenha sido descrita em 1866, mas a ausência de dados taxonômicos detalhados dificulta análises comparativas com outras espécies do mesmo gênero.